# The Little Stranger (película)
The Little Stranger es una película de suspenso sobrenatural británica de 2018 dirigida por Lenny Abrahamson y escrita por Lucinda Coxon, basada en la novela del mismo nombre de Sarah Waters. La cinta está protagonizada por Domhnall Gleeson, Ruth Wilson, Will Poulter y Charlotte Rampling.
La película fue estrenada en Estados Unidos el 31 de agosto de 2018, por Focus Features.

## Sinopsis
El Dr. Faraday, hijo de una criada, ha construido una vida de tranquila respetabilidad como médico rural. Durante el largo y caluroso verano de 1947, lo llaman a atender a una paciente en Hundreds Hall, donde una vez trabajó su madre. El edificio ha sido el hogar de la familia Ayres durante más de dos siglos y ahora está en declive. Pero la señora Ayres y sus dos hijos mayores, Caroline y Roddy, están obsesionados por algo más siniestro que una forma de vida moribunda. Cuando aborda a su nuevo paciente, Faraday no tiene idea de cuán cerca y cuán aterradoramente, la historia de la familia está a punto de entrelazarse con la suya.

## Elenco
- Domhnall Gleeson como el Dr. Faraday
- Ruth Wilson como Caroline Ayres.
- Will Poulter como Roderick Ayres.
- Charlotte Rampling como la Sra. Ayres

## Producción
En septiembre de 2015, se anunció que Lenny Abrahamson dirigiría una adaptación de drama sobrenatural de la novela de Sarah Waters The Little Stranger, con guion de Lucinda Coxon, en el que Domhnall Gleeson interpretaría el papel principal del Dr. Faraday. El 5 de mayo de 2017, se informó que Ruth Wilson había sido elegida para participar en la película, la cual sería producida por Element Pictures, junto con Gail Egan, Dark Trick y el actor canadiense Ryan Reynolds. El 23 de mayo de 2017, Focus Features adquirió los derechos de distribución mundial de la película, excluyendo el Reino Unido, Francia y Suiza, donde la  compañía Pathé lanzaría la cinta. Will Poulter y Charlotte Rampling también fueron elegidos para sumarse al elenco de la cinta, que sería producida por Egan, Andrea Calderwood y Ed Guiney, mientras que fue desarrollada por Potboiler Productions, Film4 Productions, Element y Dark Trick.
La fotografía principal de la película comenzó el 6 de julio de 2017 en el Reino Unido, donde se llevaría a cabo en diferentes lugares fuera de Londres y Yorkshire durante aproximadamente 10 semanas.

## Lanzamiento
La película fue estrenada en Estados Unidos el 31 de agosto de 2018.

## Recepción
The Little Stranger ha recibido reseñas mixtas a positivas de parte de la crítica y la audiencia. En el sitio web especializado Rotten Tomatoes, la película posee una aprobación de 65%, basada en 142 reseñas, con una calificación de 6.5/10, mientras que de parte de la audiencia tiene una aprobación de 34%, basada en 500 votos, con una calificación de 2.9/5.
El sitio web Metacritic le ha dado a la película una puntuación de 67 de 100, basada en 37 reseñas, indicando "reseñas generalmente favorables". En el sitio web IMDb los usuarios le han dado a la cinta una calificación de 5.5/10, sobre la base de 10 170 votos. En FilmAffinity tiene una calificación de 5.3/10 basada en 1023 votos.